# Frea viossati
Frea viossati là một loài bọ cánh cứng trong họ Cerambycidae.